# Neonmossor
Neonmossor (Barbula) är ett släkte av bladmossor. Neonmossor ingår i familjen Pottiaceae.
Barbulaarterna bildar lösa tuvor, som allmänt förekommer på jord och stenhällar, har smala, jämbrett lansettlika blad och sporkapslar med långa, skruvlikt vridna peristomtänder.

## Bildgalleri

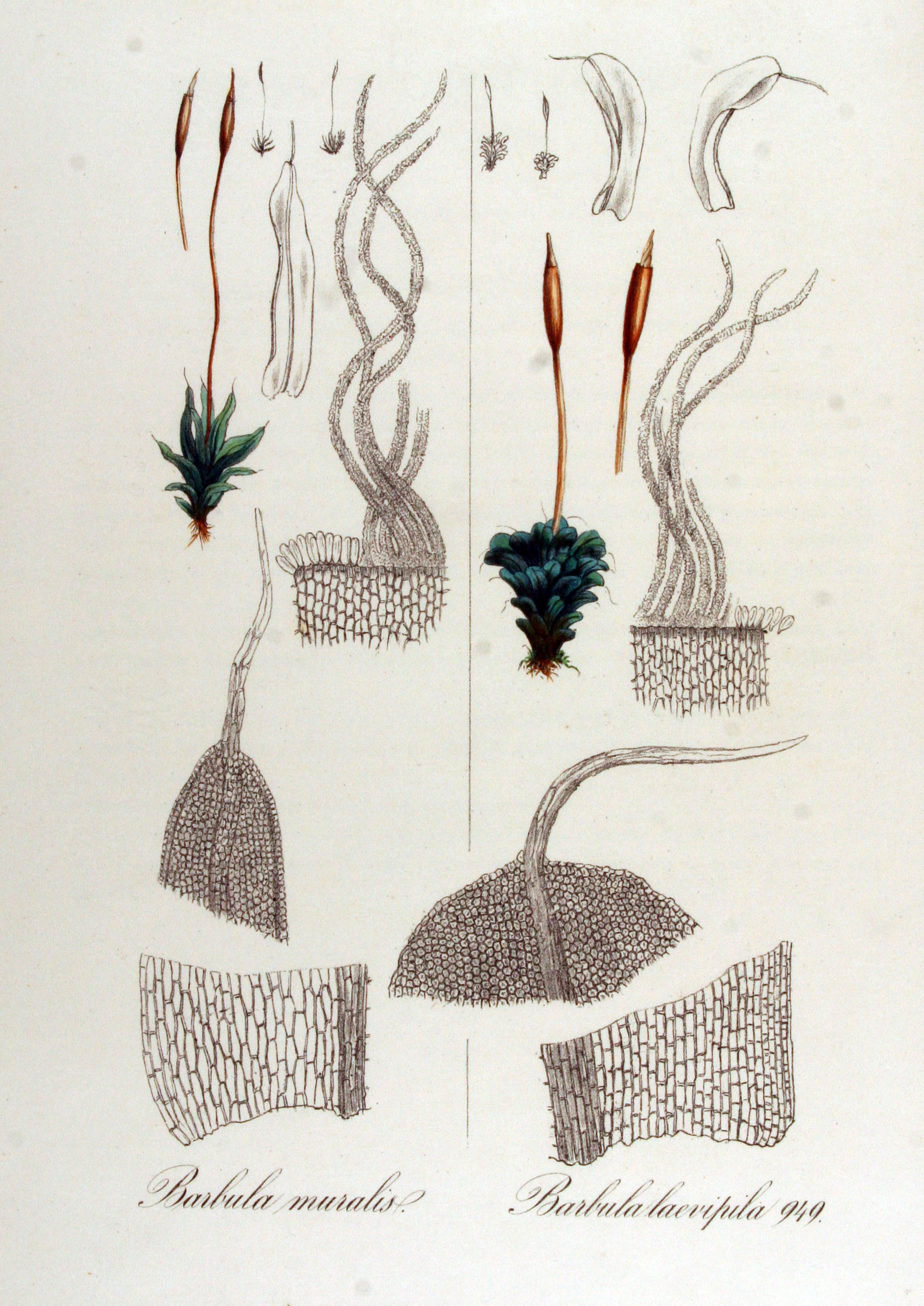
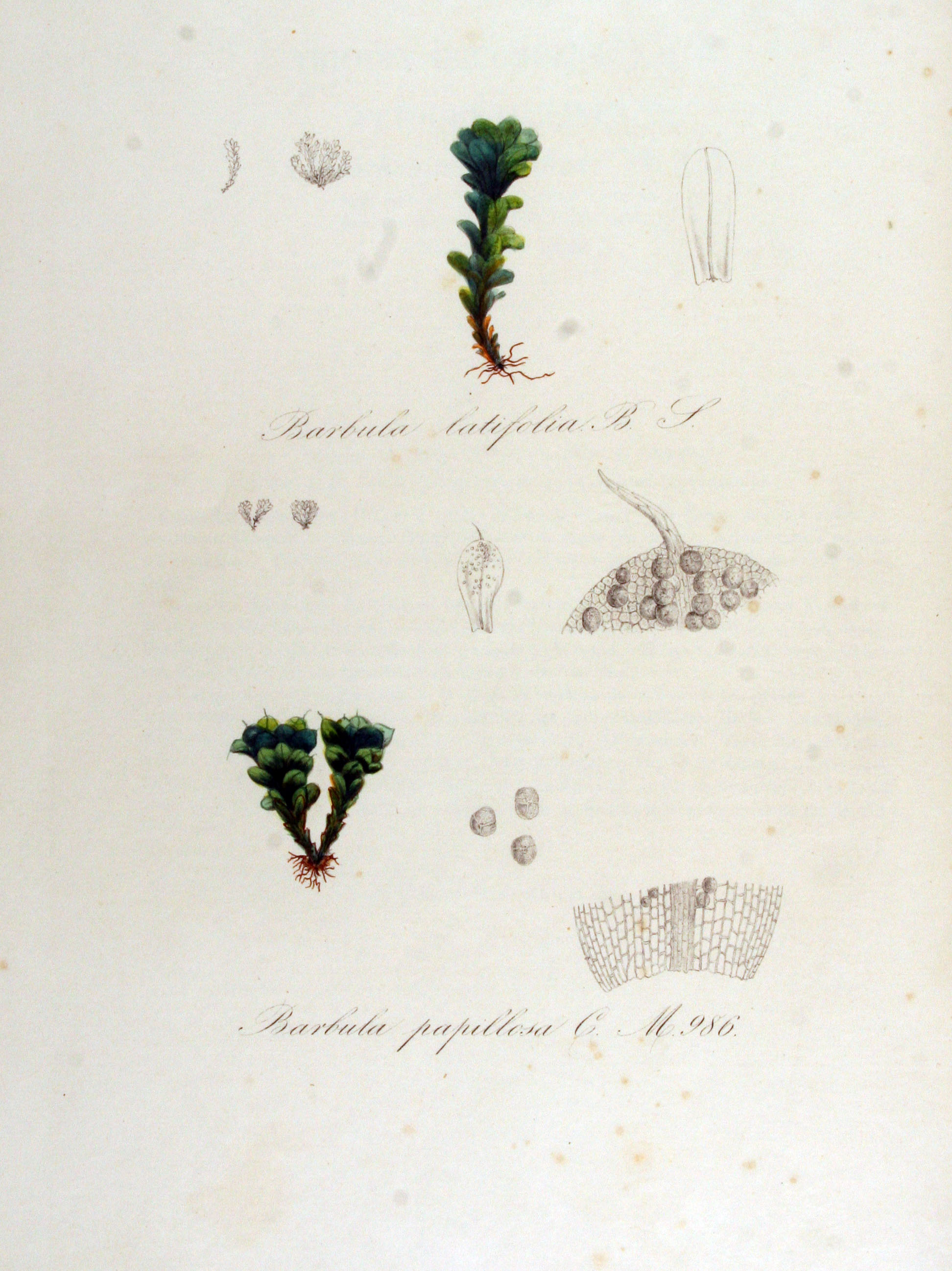
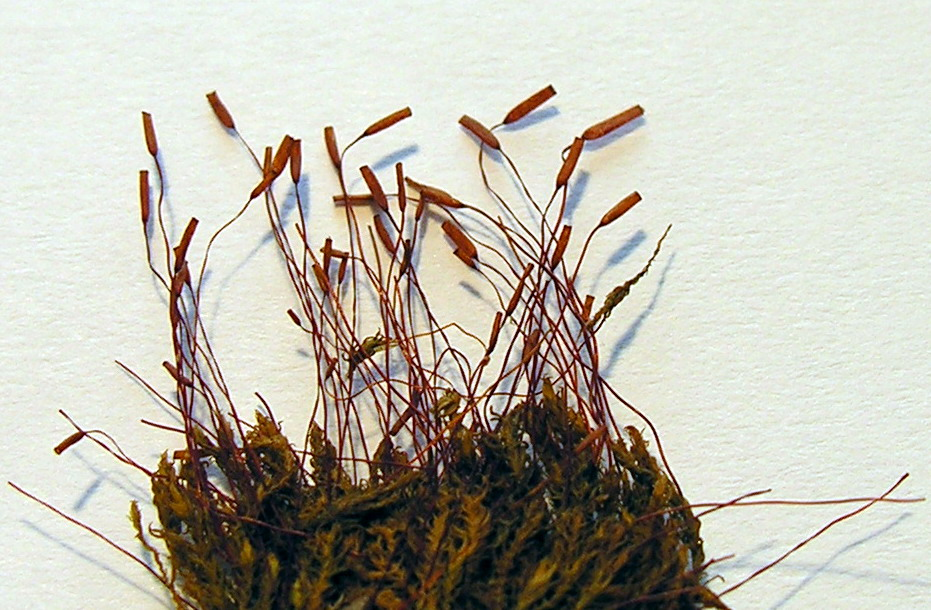
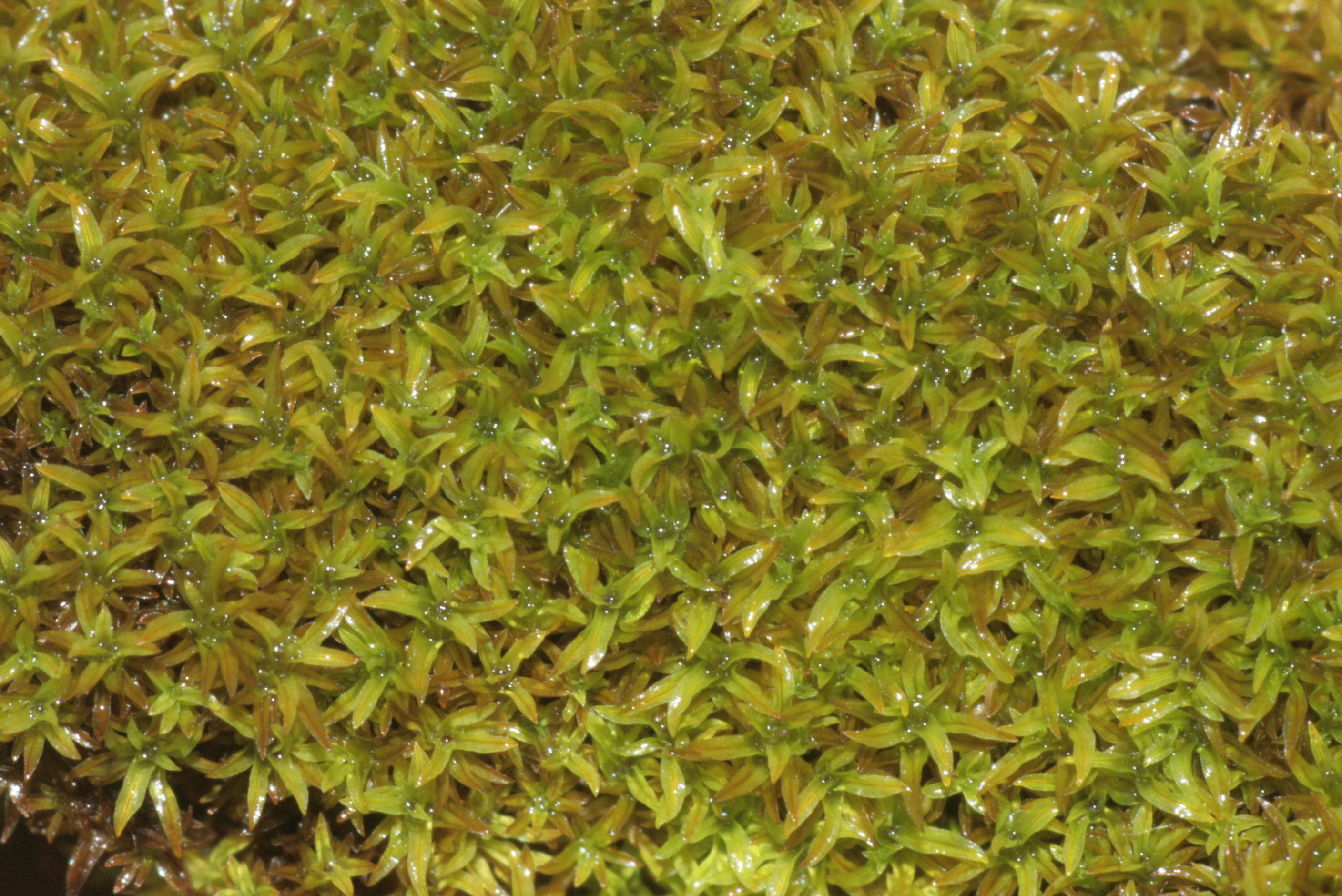
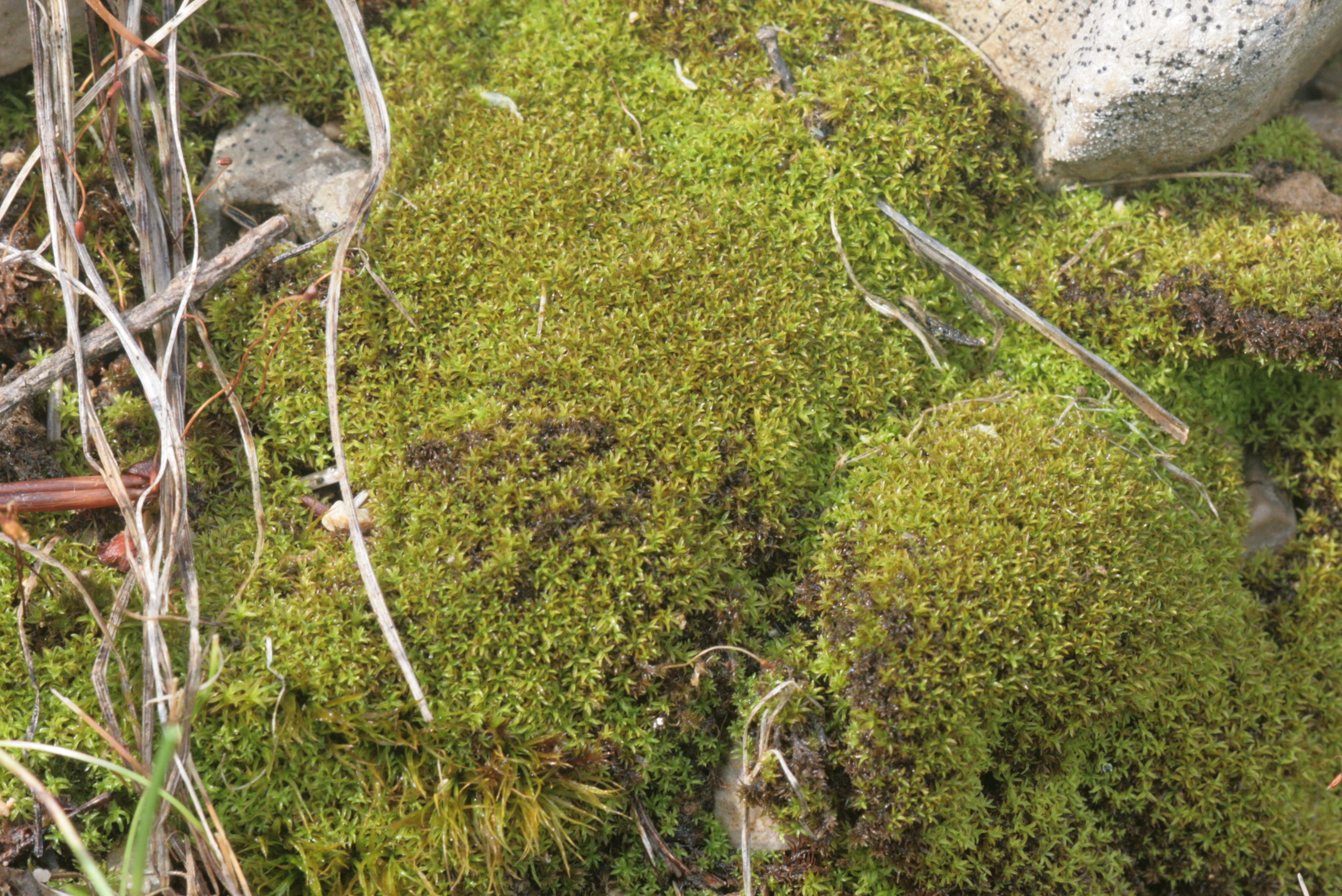
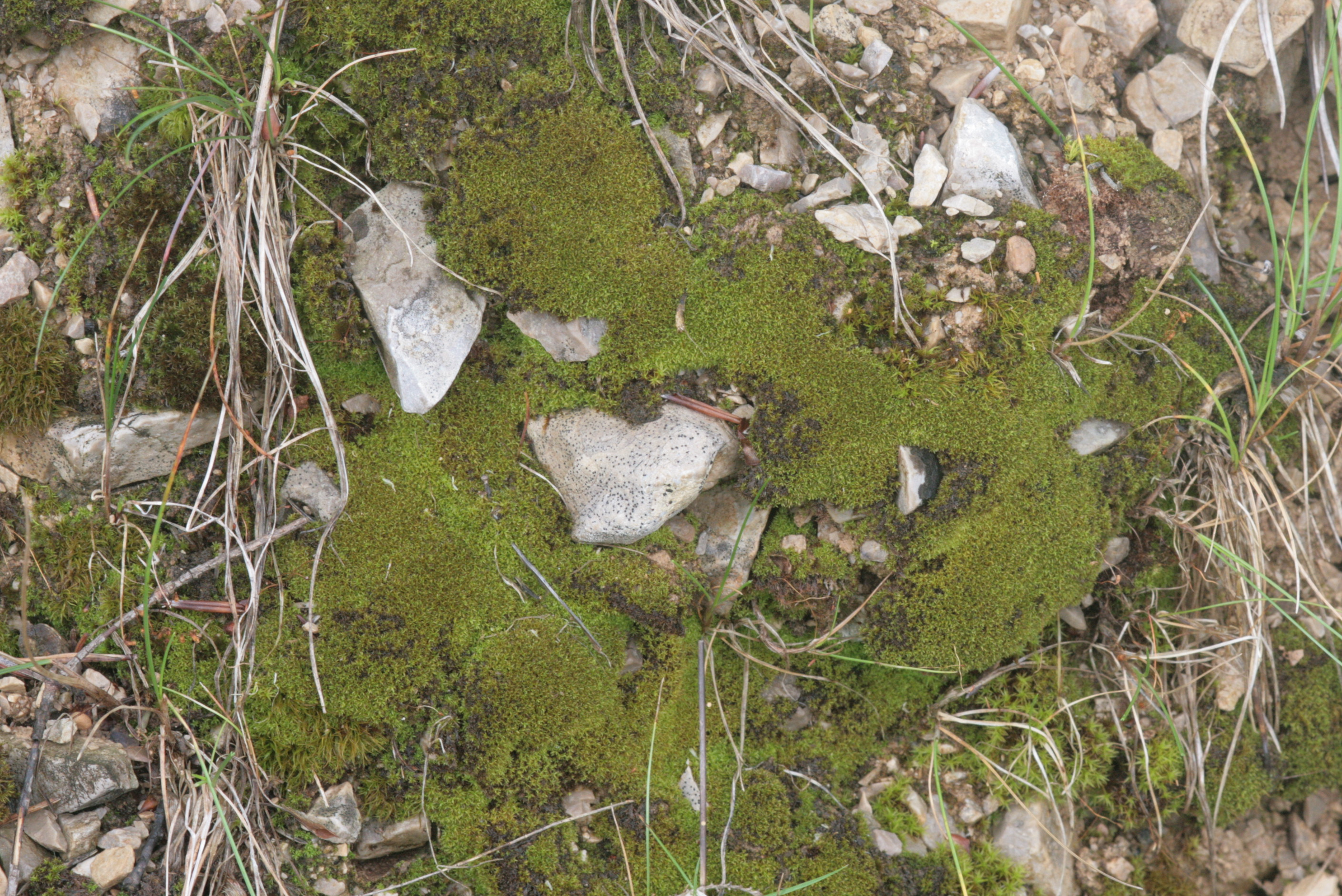

## Dottertaxa till Neonmossor, i alfabetisk ordning[1][2]
- Barbula acrophylla
- Barbula afrofontana
- Barbula albicuspis
- Barbula alpicola
- Barbula altipapillosa
- Barbula ambigua
- Barbula amplexifolia
- Barbula anastomosans
- Barbula anceps
- Barbula anoectangiacea
- Barbula appressifolia
- Barbula aquatica
- Barbula arctoamericana
- Barbula arcuata
- Barbula aureola
- Barbula austrogracilis
- Barbula bagelensis
- Barbula bicolor
- Barbula bolleana
- Barbula brachymenia
- Barbula bulbiformis
- Barbula calycina
- Barbula calyculosa
- Barbula capillipes
- Barbula catenulata
- Barbula chenia
- Barbula chlorophana
- Barbula chocayensis
- Barbula confertifolia
- Barbula congoana
- Barbula conica
- Barbula convoluta
- Barbula coreensis
- Barbula costa-ricensis
- Barbula costata
- Barbula costesii
- Barbula crocea
- Barbula crozalsii
- Barbula cucullata
- Barbula cylindrangia
- Barbula declivium
- Barbula dharvarensis
- Barbula dioritica
- Barbula dissita
- Barbula dixoniana
- Barbula dusenii
- Barbula ehrenbergii
- Barbula emarginata
- Barbula enderesii
- Barbula ericaefolia
- Barbula eubryum
- Barbula farriae
- Barbula fendleri
- Barbula fidelis
- Barbula francii
- Barbula frigida
- Barbula funalis
- Barbula furvofusca
- Barbula fuscescens
- Barbula fuscoviridis
- Barbula geminata
- Barbula geniculata
- Barbula glaucescens
- Barbula glaucula
- Barbula gracilenta
- Barbula gracilis
- Barbula gracillima
- Barbula grimmiacea
- Barbula gymnostoma
- Barbula hampeana
- Barbula helvetica
- Barbula hiroshii
- Barbula hispaniolensis
- Barbula hosseusii
- Barbula hyalinobasis
- Barbula hymenostylioides
- Barbula inclinans
- Barbula indica
- Barbula integrifolia
- Barbula isoindica
- Barbula itzigsohnii
- Barbula jacutica
- Barbula javanica
- Barbula juniperoidea
- Barbula kiaerii
- Barbula lamprocalyx
- Barbula laureriana
- Barbula lavardei
- Barbula leiophylla
- Barbula leucobasis
- Barbula leucodontoides
- Barbula linguaecuspis
- Barbula lonchodonta
- Barbula longicostata
- Barbula lurida
- Barbula macassarensis
- Barbula macrorrhyncha
- Barbula majuscula
- Barbula malagana
- Barbula marginans
- Barbula marginatula
- Barbula mauiensis
- Barbula meidensis
- Barbula microcalycina
- Barbula munyensis
- Barbula novae-caledoniae
- Barbula novo-granatensis
- Barbula novo-guinensis
- Barbula occidentalis
- Barbula omissa
- Barbula orizabensis
- Barbula pachyloma
- Barbula perlinearis
- Barbula pernana
- Barbula pertorquescens
- Barbula peruviana
- Barbula pflanzii
- Barbula planifolia
- Barbula plebeja
- Barbula potaninii
- Barbula pseudo-ehrenbergii
- Barbula pseudogracilis
- Barbula pseudonigrescens
- Barbula punae
- Barbula purpurascens
- Barbula pycnophylla
- Barbula pygmaea
- Barbula rechingeri
- Barbula riograndensis
- Barbula riparia
- Barbula robbinsii
- Barbula rothii
- Barbula rubriseta
- Barbula salisburiensis
- Barbula sambakiana
- Barbula santessonii
- Barbula santiagensis
- Barbula saxicola
- Barbula scleromitra
- Barbula semilimbata
- Barbula semirosulata
- Barbula seramensis
- Barbula singkarakensis
- Barbula somaliae
- Barbula sordida
- Barbula spathulifolia
- Barbula speirostega
- Barbula stenocarpa
- Barbula subcaespitosa
- Barbula subcalycina
- Barbula subcernua
- Barbula subcomosa
- Barbula subdenticulata
- Barbula subglaucescens
- Barbula subgracilis
- Barbula subgrimmiacea
- Barbula subobtusa
- Barbula subpellucida
- Barbula subreflexifolia
- Barbula subreplicata
- Barbula subrigidula
- Barbula subrufa
- Barbula subruncinata
- Barbula subtorquescens
- Barbula sumatrana
- Barbula swartziana
- Barbula svihlae
- Barbula tenuicoma
- Barbula tenuirostris
- Barbula thelimitria
- Barbula tisserantii
- Barbula tortelloides
- Barbula translucens
- Barbula trichomanoides
- Barbula tuberculosa
- Barbula umtaliensis
- Barbula uncinicoma
- Barbula unguiculata
- Barbula unguiculatula
- Barbula vaginata
- Barbula vardei
- Barbula ventanica
- Barbula williamsii
- Barbula wollei
- Barbula vulcanica
- Barbula zambesiaca
- Barbula zennoskeanna